# Liste d'œuvres d'art public dans le 3e arrondissement de Paris

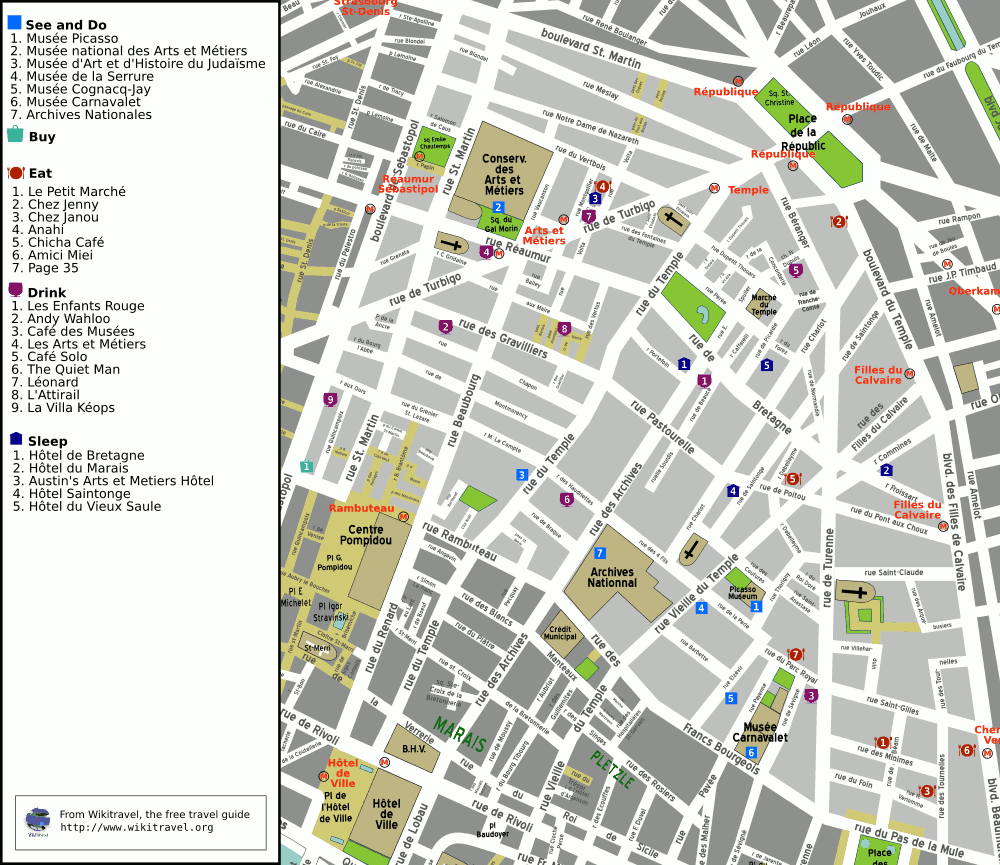
Plan du 3e arrondissement de Paris.

Cet article tente de recenser les principales œuvres d'art public du 3e arrondissement de Paris, en France.

## Liste

### Sculptures
- Flore et son char, Laurent Magnier (XVIIe siècle, square Georges-Cain) ;
- Harmonie, Antoniucci Volti (1992, angle des rues Réaumur et de Turbigo) ;
- Pomone (1841, square Léopold-Achille) ;
- Quartier de l'Horloge :
  - Le Défenseur du temps, Jacques Monestier (1979) ;
  - Le Grand Assistant, Max Ernst (1967)[1] ;
- Statue de Pierre-Jean de Béranger, Henri Lagriffoul (1953, côté ouest du Square du Temple);
- Hommage à Paul Celan, Alexander Polzin (de) (2016, jardin Anne-Frank)

### Stations de métro
Deux stations de métro sont décorées d'œuvres :
- Arts et Métiers : Habillage de la station Arts et Métiers, François Schuiten (quai de la ligne 11, installation)[2] ;
- Temple : Couleur en masses, Hervé Mathieu-Bachelot (1982) ;

### Œuvres diverses
- Bibliothèque Marguerite-Audoux :
  - Œuvre de Malachi Farrell[3] ;
  - Œuvre de Bill Fontana[3] ;
  - Œuvre de Daniel Lainé[3] ;
  - Œuvre d'Audrey Nervi[3] ;
  - Œuvre de Jean-Michel Sanejouand[3].